# Philippe le Bailly de Tilleghem
Philippe Alexandre Albert le Bailly de Tilleghem, né le 10 novembre 1787 à Bruges et mort le 3 décembre 1873 à Bruges, est un homme politique belge.

## Mandats et fonctions
- Conseiller communal de Bruges : 1840-1842
- Membre de la Chambre des représentants de Belgique : 1848-1868

## Sources
- Jean-Luc de Paepe & Christiane Raindorf-Gerard, Le Parlement belge 1831-1894. Données biographiques, 1996. - XXXVII, 645 p.